# Brooks' lov
Brooks' lov (efter Fred Brooks) beskriver et problem i softwareudvikling, nemlig at "sætter man flere udviklere på et softwareprojekt der allerede er forsinket, bliver det mere forsinket".
| Software | Spire Denne artikel om software og programmering er en spire som bør udbygges. Du er velkommen til at hjælpe Wikipedia ved at udvide den. |